# Irarsit
Irarsit ist ein relativ selten vorkommendes Mineral aus der Mineralklasse der „Sulfide und Sulfosalze“ mit der idealisierten chemischen Zusammensetzung IrAsS und damit chemisch gesehen ein Iridium-Arsen-Sulfid.
Irarsit kristallisiert im kubischen Kristallsystem und findet sich meist in Form kleiner Körner bis etwa einem Millimeter Größe oder verwachsen mit gediegen Platin, rutheniumhaltigem Hollingworthit und Laurit sowie als Einschlüsse in Chromit. Das in jeder Form undurchsichtige (opake) Mineral zeigt auf den Oberflächen der eisenschwarzen Körner einen metallischen Glanz. Unter dem Auflichtmikroskop zeigen polierte Flächen eine grauweiße Reflexionsfarbe mit einem Stich ins Bläuliche.

## Etymologie und Geschichte
Die synthetische Verbindung IrAsS konnte bereits 1963 durch F. Hullinger dargestellt werden, der auch die kristallographischen Daten der Reinsubstanz ermittelte.
Als natürliche Mineralbildung wurde die Verbindung erstmals in der Platinmetallgrube Onverwacht in der Umgebung von Mashishing (bis 2006 Lydenburg) in der südafrikanischen Provinz Mpumalanga entdeckt. Die Erstbeschreibung erfolgte 1966 durch Alexandr Dimitrievich Genkin (1920–2010), N. N. Zhuravlev, N. V. Troneva und I. V. Muraveva (russisch: А. Д. Генкин, Н. Н. Журавлев, Н. В. Тронева, И. В. Муравьева), die das Sulfid-Mineral in Anlehnung an dessen Zusammensetzung (Iridium, Arsen) benannten.
Das Typmaterial des Minerals soll in der Sammlung des Mineralogischen Museums der Russischen Akademie der Wissenschaften in Moskau hinterlegt worden sein. Im zuletzt 2018 aktualisierten Typmineral-Katalog der International Mineralogical Association (IMA) ist dies allerdings nicht dokumentiert.

## Klassifikation
Bereits in der veralteten 8. Auflage der Mineralsystematik nach Strunz gehörte der Irarsit zur Mineralklasse der „Sulfide und Sulfosalze“ und dort zur Abteilung der „Sulfide mit [dem Stoffmengenverhältnis] M : S < 1 : 1“, wo er zusammen mit Hollingworthit die „Hollingworthit-Reihe“ mit der System-Nr. II/C.06c bildete.
Im Lapis-Mineralienverzeichnis nach Stefan Weiß, das sich aus Rücksicht auf private Sammler und institutionelle Sammlungen noch nach dieser alten Form der Systematik von Karl Hugo Strunz richtet, erhielt das Mineral die System- und Mineral-Nr. II/D.18-60. In der „Lapis-Systematik“ entspricht dies ebenfalls der Abteilung „Sulfide mit Metall : S,Se,Te < 1 : 1“, wo Irarsit zusammen mit Cobaltit, Gersdorffit, Hollingworthit, Jolliffeit, Kalungait, Milotait, Platarsit, Tolovkit, Ullmannit und Willyamit die „Cobaltit-Gruppe“ (II/D.18) bildet (Stand 2018).
Die seit 2001 gültige und von der IMA bis 2009 aktualisierte 9. Auflage der Strunz’schen Mineralsystematik ordnet den Irarsit dagegen in die neu definierte Abteilung der „Metallsulfide mit dem Stoffmengenverhältnis von M : S ≤ 1 : 2“ ein. Diese ist weiter unterteilt nach dem genauen Stoffmengenverhältnis und den in der Verbindung vorherrschenden Metallen, so dass das Mineral entsprechend seiner Zusammensetzung in der Unterabteilung „M : S = 1 : 2, mit Fe, Co, Ni, PGE usw.“ zu finden ist, wo es zusammen mit Changchengit, Cobaltit, Gersdorffit-P213, Gersdorffit-Pa3, Gersdorffit-Pca21, Hollingworthit, Jolliffeit, Kalungait, Krutovit, Maslovit, Mayingit, Michenerit, Milotait, Padmait, Platarsit, Testibiopalladit, Tolovkit, Ullmannit und Willyamit die „Gersdorffitgruppe“ mit der System-Nr. 2.EB.25 bildet.
Auch die vorwiegend im englischen Sprachraum gebräuchliche Systematik der Minerale nach Dana ordnet den Irarsit in die Klasse der „Sulfide und Sulfosalze“ und dort in die Abteilung der „Sulfidminerale“ ein. Hier ist er in der „Cobaltitgruppe (Kubische oder pseudokubische Kristalle)“ mit der System-Nr. 02.12.03 innerhalb der Unterabteilung „Sulfide – einschließlich Seleniden und Telluriden – mit der Zusammensetzung AmBnXp, mit (m+n) : p = 1 : 2“ zu finden.

## Chemismus
Der idealen (theoretischen) Zusammensetzung von Irarsit mit der Reinformel IrAsS zufolge besteht das Mineral aus Iridium (Ir), Arsen (As) und Schwefel (S) im 1 : 1 : 1. Dies entspricht einem Massenanteil (Gewichts-%) von 64,24 % Ir, 25,04 % As und 10,72 % S.
Die Mikrosondenanalysen von Irarsitproben aus der nahe der Typlokalität Onverwacht-Mine gelegenen Driekop-Mine ergaben allerdings abweichende Gehalte von 23,0 % Ir, 34,5 % As und 11,6 % S sowie zusätzlich 12,6 % Platin (Pt), 9,4 % Ruthenium (Ru) und 7,2 % Rhodium (Rh), die einen Teil der originären Elemente vertreten (Substitution, Diadochie). Diese Zusammensetzung korrespondiert mit der empirischen Formel (Ir1,45Ru1,13Rh0,84Pt0,78)4,2As5,6S4,4, was zur Mischformel (Ir,Ru,Rh,Pt)AsS vereinfacht. Die in den runden Klammern angegebenen Elemente können sich in der Formel jeweils gegenseitig vertreten, stehen jedoch immer im selben Mengenverhältnis zu den restlichen Bestandteilen des Minerals.

## Kristallstruktur
Irarsit kristallisiert kubisch in der Pyritstruktur in der Raumgruppe Pa3 (Raumgruppen-Nr. 205) mit dem Gitterparameter a = 5,78 Å sowie vier Formeleinheiten pro Elementarzelle.

## Eigenschaften
Mit einer Mohshärte von 6,5 bis 7, was einer Vickershärte (VH, englisch VHN) von 976 kg/mm2 entspricht, gehört Irarsit zu den harten Mineralen. Es lässt sich nicht mehr mit einer Stahlnadel ritzen, wäre aber bei entsprechender Größe ähnlich wie das Referenzmineral Quarz (Härte 7) in der Lage, Fensterglas zu ritzen.
Aufgrund der geringen Probengröße konnte die Dichte des Minerals nicht gemessen werden. Die aus den Kristalldaten errechnete Dichte beträgt 11,92 g/cm3.

## Bildung und Fundorte
Irarsit bildet sich in Hortonolith-Duniten. Als Begleitminerale können neben gediegen Platin, rutheniumhaltigem Hollingworthit, Laurit und Chromit je nach Fundort unter anderem noch Chalkopyrit, Chalkosin, Cobaltit, Gersdorffit, Iridarsenit, Magnetit, Nickelin, Olivin, Pentlandit, Pyrrhotin, Ruthenarsenit, Rutheniridosmin und Sperrylith auftreten.
Als eher seltene Mineralbildung kann Irarsit an verschiedenen Fundorten zum Teil zwar reichlich vorhanden sein, insgesamt ist er aber wenig verbreitet. Bisher sind rund 170 Fundorte dokumentiert (Stand 2020). Außer an dessen Typlokalität in der Platinmetallgrube Onverwacht fand sich das Mineral in Mpumalanga noch in der ebenfalls nahe Mashishing (Lydenburg) gelegenen Mooihoek Farm 255 KT mit Platin-Eisen-Magnesium-Dunit. Weitere bekannte Fundorte in Südafrika sind neben dem Bushveld-Komplex als einem der bedeutendsten Platin-Gruppen-Element-Lagerstätten noch mehrere Edelmetall-Gruben und Tagebaue in Limpopo wie unter anderem bei Mokopane (Potgietersrus), einige Platingruben bei Brits und Rustenburg (Distrikt Bojanala Platinum) in der Provinz Nordwest sowie die Kupfer-Nickel-PGE-Lagerstätte Insizwa nahe dem „Waterfall-Gorge“ (Lokalgemeinde Umzimvubu) und die Goldfelder des Witwatersrand.
In Österreich konnte Irarsit bisher nur bei Wolfsbach in der Gemeinde Drosendorf-Zissersdorf in Niederösterreich, in den aufgelassenen Schurfstollen- und Gräben der antiken Grube Gaiswand am Haidbachgraben bei Felben in der Gemeinde Mittersill (Felbertal) im Salzburger Land sowie bei Kraubath an der Mur, in einer unbenannten Grube am Mitterberg und am Sommergraben in der Gemeinde Sankt Stefan ob Leoben in der Steiermark entdeckt werden.
Weitere Fundorte liegen unter anderem in Argentinien, Äthiopien, Australien, Brasilien, Bulgarien, China, der Dominikanischen Republik, der Elfenbeinküste, Finnland, Frankreich, Griechenland, Indien, Italien, Japan, Kanada, Kasachstan, Kenia, auf Kuba, Madagaskar, Mexiko, der Mongolei, Myanmar, Neukaledonien, Norwegen, Papua-Neuguinea, den Philippinen, Russland, Schweden, Serbien, Sierra Leone, Simbabwe, der Slowakei, Spanien, Tansania, Türkei, der Ukraine, im Vereinigten Königreich (UK) und den Vereinigten Staaten von Amerika (USA).
Der bisher einzige dokumentierte Fundort außerirdischen Ursprungs ist der Meteorit Acfer 217, der 1991 im algerischen Teil der Sahara gefunden wurde und in dem neben Irarsit unter anderem noch Erlichmanit, Ilmenit, Laurit, Moncheit, Pentlandit, Sperrylith, Spinell und Troilit nachgewiesen werden konnten.